# Minor Threat
Minor Threat – amerykański zespół grający hardcore/punk.

## Historia
Zespół został założony przez byłych muzyków The Teen Idles: basistę Iana MacKaye'a i perkusistę Jeffa Nelsona. MacKaye porzucił gitarę basową i został wokalistą. Składu dopełnili gitarzysta Lyle Preslar i basista Brian Baker. Zespół zadebiutował w grudniu 1980 roku otwierając koncert Bad Brains.
W 1981 roku zespół wydał swoje pierwsze single: Minor Threat i In My Eyes. Udał się również na tournée po wschodniej części USA. Piosenka Straight Edge (z pierwszego singla) rozsławiła filozofię straight edge, nawołującą do racjonalnego myślenia i nienadużywania alkoholu. To było coś nowego w muzyce rockowej. Z czasem ruch straight edge zaczął zyskiwać coraz więcej zwolenników. Pojawiły się również nowe zespoły z tego nurtu takie jak: SS Decontrol czy 7 Seconds. Z kolei piosenka Guilty of Being White doprowadziła do oskarżeń zespołu o rasizm, ale MacKaye twierdził, że źle zinterpretowano jego słowa. W wywiadzie opublikowanym w książce Stevena Blusha American Hardcore: A Tribal History, MacKaye stwierdził, że został obrażony przez tych, którzy doszukiwali się w jego tekstach rasizmu. Kiedy zespół nagrał płytę Out Of Step, MacKaye wstawił na nią krótkie przemówienie dotyczące słów piosenki "Out Of Step": "Don`t drink, don`t smoke, don`t fuck" mówiąc, że: This is not a set of rules.... Stało się to po tym, jak zaczęły się zdarzać wypadki ciężkich pobić osób, które miały w ręku puszkę piwa (szczególną brutalnością wykazywali się fani zespołu SS Decontrol). Minor Threat nie tolerowali takiej postawy. Sam Ian MacKaye wielokrotnie powtarzał w wywiadach, że straight edge nie oznacza, by nie pić piwa ("it doesn't mean never drink a beer..."), negując dosłowne interpretowanie słów piosenki, jednocześnie tłumacząc, że chodzi raczej o nieszkodzenie sobie i świadome postępowanie.
Zespół rozpadł się w 1983 roku wskutek nieporozumień między muzykami na tle artystycznym. Swój ostatni koncert zagrał 23 września 1983 u boku zespołów: Trouble Funk i Big Boys.
MacKaye kontynuował karierę w zespołach: Embrace (utworzony z byłymi muzykami The Faith) i od 1987 roku w Fugazi. Brian Baker grał m.in. w Dag Nasty. Aktualnie jest członkiem Bad Religion. Lyle Preslar występował z Glennem Danzigiem. Jeff Nelson jest obecnie grafikiem, zaangażował się także w politykę.

## Muzycy
- Ian MacKaye – wokal (1980–1983)
- Lyle Preslar(inne języki) – gitara elektryczna (1980–1983)
- Brian Baker – gitara basowa (1980–1982)
- Jeff Nelson(inne języki) – perkusja (1980–1983)
- Steve Hansen – gitara basowa (1982–1983)

## Dyskografia

### Single
- Minor Threat(inne języki), (Dischord Records 1981)
- In My Eyes, (Dischord Records 1981)
- Salad Days, (Dischord Records 1985)

### Albumy
- Out Of Step, (Dischord Records 1983)
- Complete Discography, (Dischord Records 1989)
- First Demo Tape, (Dischord Records 2003)

### Kompilacje
- Flex Your Head, (Dischord Records 1982)